# Sainte-Brigitte
Sainte-Brigitte (in bretone Berc'hed) è un comune francese di 172 abitanti situato nel dipartimento del Morbihan nella regione della Bretagna.

## Storia

### Simboli
L'armellino è simbolo della Bretagna, la maglia deriva dal blasone del Casato di Rohan.

## Società

### Evoluzione demografica
Abitanti censiti